# Rozogi (powiat mrągowski)

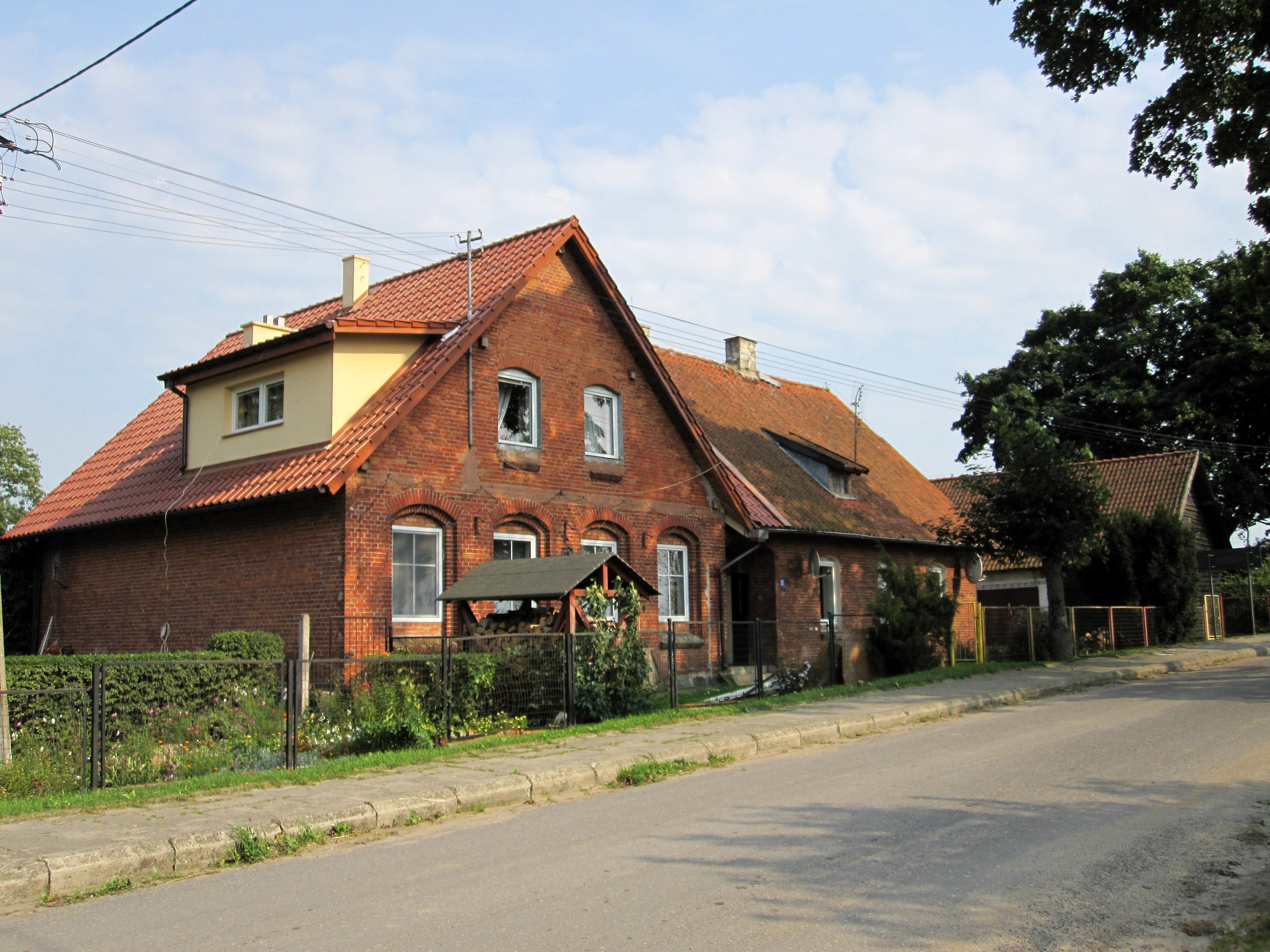
Rozogi – dom we wsi

Rozogi (do 1945 r. niem. Rosoggen) – wieś w Polsce położona w województwie warmińsko-mazurskim, w powiecie mrągowskim, w gminie Sorkwity. W latach 1975–1998 miejscowość należała administracyjnie do województwa olsztyńskiego.
Wieś położona 7 km na południe od Sorkwit. Zabudowa wsi skupiona wokół stawu. Nazwa wsi najprawdopodobniej wywodzi się od Rozóg w powiecie szczycieńskim (dawniej nazywane Rozogami Polskimi).

## Historia
Dawna wieś szlachecka, powstała w wyniku podziału dóbr kozłowieckich, nadanych w 1388 r. rycerzowi Filipowi Wildenawowi na prawie chełmińskim. Wieś wzmiankowana w 1552 r., kiedy to toczył się spór pomiędzy właścicielami dóbr: Engel Stach von Golzheim zaskarżył Mikołaja Wildenawa i Baltazara Berkana. Szkoła została założona przed 1740 r., była pod patronatem szlacheckim. W 1785 r. we wsi były 22 domy. W 1818 r. do tutejszej szkoły uczęszczało 27 dzieci. Nauczycielem w tym czasie był Michał Mąkowski (Monkowius) i nauczał w języku polskim. W 1838 roku, wspólnie z dworem i gajówką, były tu 34 domy z 280 mieszkańcami.
W latach 1842–1945 wieś należała do pruskiej rodziny Rogalla von Bieberstein. W roku 1842 nabyli ją Rudolf Alexander Rogalla von Bieberstein i jego żona Nanny (z domu von Mirbach). Krótko po roku 1877 Walter Alexander Rogalla von Bieberstein i jego żona Olga (z domu Schilke) wybudowali tutaj neoklasycystyczny dwór. Dwór ten, jak również zabudowania ówczesnego folwarku, zachowały się do chwili obecnej.
W 1904 r. do wsi należało prawie 30 włók. W 1935 r. w dwuklasowej szkole nauczało dwóch nauczycieli i uczyło się 57 uczniów. W 1939 r. Rozogi należały do parafii w Rybnie i miały 308 mieszkańców.

## Zabytki
- Dawny dwór z zabudowaniami folwarcznymi. Droga oddziela zespół dworsko-pałacowy od podwórza gospodarczego. Klasycystyczny dwór pochodzi z drugiej połowy XIX wieku. Wybudowany na planie prostokąta, parterowy, ze ścianką kolankową i licznymi detalami architektonicznymi widocznymi w elewacji. Dach dwuspadowy. Dwukondygnacyjny ryzalit oraz taras z lustrzanymi schodami. Na początku XXI w. w posiadaniu Agencji Własności Rolnej Skarbu Państwa.
- Dawny park o charakterze krajobrazowym ze stawem. Częściowo zachowały się stare drzewa.
- Cmentarz rodowy, usytuowany za podwórzem gospodarczym, na pagórku na polu.